# Racine Nunatak
Racine Nunatak är en nunatak i Antarktis. Den ligger i Västantarktis. Inget land gör anspråk på området. Toppen på Racine Nunatak är 960 meter över havet, eller 125 meter över den omgivande terrängen. Bredden vid basen är 2,3 km.
Terrängen runt Racine Nunatak är huvudsakligen lite kuperad. Trakten är obefolkad. Det finns inga samhällen i närheten.